# Raimondo Marino
Raimondo Marino (Mesina, Italia, 11 de febrero de 1961) es un exfutbolista y entrenador italiano. Se desempeñaba como defensa.

## Trayectoria
Formado en la cantera del Napoli, debutó con el primer equipo azzurro en 1979. Salvo una temporada en la que fue cedido a préstamo al Catanzaro, en la Serie B, permaneció con los partenopeos hasta el octubre de 1986, cuando fue transferido al Lazio. Luego militó con las camisetas de Lecce y Mesina. Concluyó su carrera como futbolista en L'Aquila, en 1996.

## Selección nacional
Ha sido convocado a la Selección Sub-21 de Italia en 3 ocasiones en 1980, jugando dos partidos ante Luxemburgo y España.

## Clubes

### Como jugador
| Club            | País   | Año         |
| --------------- | ------ | ----------- |
| SSC Napoli      | Italia | 1979 - 1983 |
| US Catanzaro    | Italia | 1983 - 1984 |
| SSC Napoli      | Italia | 1984 - 1986 |
| SS Lazio        | Italia | 1986 - 1989 |
| US Lecce        | Italia | 1989 - 1991 |
| ACR Mesina      | Italia | 1991 - 1993 |
| L'Aquila Calcio | Italia | 1993 - 1996 |

### Como entrenador
| Club                              | País   | Año         |
| --------------------------------- | ------ | ----------- |
| L'Aquila Calcio                   | Italia | 1995 - 1996 |
| US Lecce (allievi nazionali)      | Italia | 1997 - 2003 |
| SSC Napoli (primavera)            | Italia | 2003 - 2004 |
| Taranto Sport (berretti)          | Italia | 2004 - 2005 |
| Taranto Sport                     | Italia | 2005 - 2006 |
| Ternana Calcio                    | Italia | 2007        |
| AS Gubbio 1910                    | Italia | 2007 - 2008 |
| ASD Real Squinzano                | Italia | 2008 - 2010 |
| US Lecce (primavera)              | Italia | 2010 - 2012 |
| US Lecce (estudiantes nacionales) | Italia | 2012 - 2014 |